# Cytrynka czarnolica
Cytrynka czarnolica (Geothlypis trichas) – gatunek małego ptaka z rodziny lasówek (Parulidae), zamieszkujący Amerykę Północną. Nie jest zagrożony.

## Systematyka
Wyróżniono kilkanaście podgatunków G. trichas:
- cytrynka czarnolica (G. trichas trichas) – południowo-wschodnia Kanada i wschodnie USA (bez południowo-wschodnich USA).
- G. trichas typhicola – śródlądzie południowo-wschodnich USA.
- G. trichas ignota – wybrzeża południowo-wschodnich USA.
- G. trichas insperata – południowy Teksas.
- G. trichas campicola – wnętrze zachodniej Kanady, północno-zachodnie i północno-środkowe USA.
- G. trichas arizela – wybrzeża zachodniej Kanady, zachodnie USA i północno-zachodni Meksyk.
- cytrynka zachodnia (G. trichas occidentalis) – zachodnio-środkowe USA.
- G. trichas sinuosa – północna Kalifornia.
- G. trichas scirpicola – południowo-zachodnie USA i północno-zachodni Meksyk.
- G. trichas chryseola – południowo-zachodnie do południowo-środkowych USA i zachodnio-środkowy Meksyk.
- cytrynka bagienna (G. trichas melanops) – środkowy Meksyk.
- G. trichas modesta – zachodni Meksyk.
- cytrynka diademowa (G. trichas chapalensis) – okolice jeziora Chapala (zachodnio-środkowy Meksyk).

Proponowany podgatunek riparia, opisany z południowej Sonory, został uznany za synonim G. t. modesta.

## Morfologia
Długość ciała 11,5–14 cm. Szeroki, czarny pas, ciągnący się przez czoło i policzki na boki szyi; od góry jasnoszaro obrzeżony. Wierzch ciała brązowooliwkowy. Podbródek, gardło oraz górna część piersi żółte. Boki płowobrązowe. Brzuch biały. Pokrywy podogonowe żółte. Samica jest podobna, ale pas na głowie jest mniej kontrastowy, a obrączka oczna oraz brew słabo zaznaczone. Wierzch ciała bardziej szary. Młode samce są brązowe, z mniejszą maską. Młode samice bardziej brązowe niż dorosłe; na gardle jedynie ślady żółtego.

## Zasięg, środowisko
W sezonie lęgowym zamieszkuje Kanadę (bez części północnej), USA (bez Alaski) i Meksyk. Zimę spędza na południu USA, w Meksyku oraz Ameryce Środkowej. Zamieszkuje gęstą, splątaną roślinność w szerokim zakresie siedlisk – od terenów podmokłych po prerie i lasy sosnowe, spotykany także  w sadach, na polach i w innych typach siedlisk.

## Status
IUCN uznaje cytrynkę czarnolicą za gatunek najmniejszej troski (LC, Least Concern) nieprzerwanie od 1988 (stan w 2020). Organizacja Partners in Flight szacuje liczebność populacji lęgowej na 87 milionów osobników.